# 双店镇
双店镇，是中华人民共和国江苏省连云港市东海县下辖的一个乡镇级行政单位。

## 行政区划
双店镇下辖以下地区：
双店村、前双村、昌沂村、孔白村、东池村、西池村、竹墩村、竹北村、三铺村和季岭村。